# Институт еврейской культуры (Киев)
Институт еврейской культуры — научно-исследовательское учреждение существовавшее в Киеве, целью которого было изучение еврейской «пролетарской» культуры и содействие её развитию согласно установкам советского коммунистического режима.

## История

Президиум Института еврейской пролетарской культуры. Октябрь 1934 года

Создателем в 1926 году и первым директором института был член-корреспондент АН УССР И. И. Либерберг. К началу 1930-х годов главным направлением работы института стала разработка вопросов, связанных с процессами создания будущей Еврейской автономии на Дальнем Востоке.
В течение своего существования институт трижды реорганизовывался. С 1926 по 1929 год назывался — «Кафедра еврейской культуры при ВУАН», с 1929 по 1936 год назывался — «Институт еврейской пролетарской культуры», а с 1936 по 1948 год именовался «Кабинет еврейского языка, литературы и фольклора при АН УССР».
Институт являлся центром еврейских исследований международного уровня. В нём было шесть специализированных отделов (исторический, филологический, этнографический, литературный, социально-экономический и педагогический). Кроме этого в Институт входили ряд вспомогательных учреждений:
- Центральный архив еврейской прессы, который получал сотни изданий по иудаике со всего мира;
- Еврейская библиотека имела фонд в более чем 60 тыс. томов;
- Музей еврейской современности.

После закрытия в 1936 году институт был открыт в сильно сокращенном виде под названием Кабинет еврейского языка, литературы и фольклора при АН УССР, а его руководителем стал член-корреспондент АН УССР Эли Спивак.
На это время вместо сотни рабочих осталось 11 человек, а научных секций стало всего три — лингвистическая (руководитель Е. Спивак), литературная (руководитель Т. Альтман) и секция музыкального фольклора (руководитель М. Я. Береговский).
В 1949 году Кабинет был также закрыт, а ряд его сотрудников, включая Э. Спивака, арестованы.

## Избранные публикации
Были сделаны сотни публикаций, среди них:
- 5-томный труд «Еврейский музыкальный фольклор», включавший несколько тысяч еврейских мелодий. Опубликован только 1 том этого труда в 1934 году[3];
- «Еврейская инструментальная музыка»;
- «Еврейская советская народная песня»;
- «Еврейская народная инструментальная музыка».